# 塩化水酸化カルシウム
塩化水酸化カルシウム（えんかすいさんかカルシウム）は、塩基性塩で、化学式CaCl(OH)で表される物質。

## 生成
水酸化カルシウムに対して塩酸の当量が、少ない場合は、本物質が生成される。水には溶けにくい。
{\displaystyle {\ce {Ca(OH)2 + HCl -> CaCl(OH) + H2O}}}